# Nedre Gärdsjö
Nedre Gärdsjö – miejscowość (tätort) w Szwecji, w regionie administracyjnym (län) Dalarna, w gminie Rättvik.
Według danych Szwedzkiego Urzędu Statystycznego liczba ludności wyniosła: 363 (31 grudnia 2015), 389 (31 grudnia 2018) i 383 (31 grudnia 2019).